# William Moore
William "Willi" Moore (nascido em 2 de abril de 1947) é um ex-ciclista britânico de ciclismo de pista.
Sua única aparição olímpica foi em Munique 1972, onde competiu na perseguição por equipes de 4 km, conquistando a medalha de bronze, junto com Michael Bennett, Ian Hallam e Ronald Keeble.